# Pärlemorfisk (djur)
Pärlemorfisk (Argyropelecus affinis) är en fiskart som beskrevs av Garman, 1899. Pärlemorfisk ingår i släktet Argyropelecus och familjen pärlemorfiskar. Inga underarter finns listade i Catalogue of Life.